# Albert von Kölliker
Albert von Kölliker (nume la naștere Rudolf Albert Kölliker; n. 6 iulie 1817, Zürich, cantonul Zürich, Elveția – d. 2 noiembrie 1905, Würzburg, Germania) a fost un anatomist, fiziolog și histolog elvețian.